# Андорра (футбольный клуб, Теруэль)
«Андо́рра» (исп. Andorra CF) — испанский футбольный клуб, из города Андорра в провинции Теруэль, в автономном сообществе Арагон. Клуб основанный в 1957 году, домашние матчи проводит на стадионе «Хуан Антонио Эндейса», вмещающем 3 000 зрителей. В Примере и Сегунде команда никогда не выступала, лучшим результатом является 4-е место в Сегунда B в сезонах 1984/85 и 1987/88.

## История
В 1980 году клуб выбил из розыгрыша Кубка Испании «Сарагосу», которая в то время играла в высшем дивизионе чемпионата Испании. В 2007 году клуб отметил своё 50-летие. В 2011 году «Андорра» вернулась в Сегунду B, выиграв у клуба «Ноха». Героем встречи стал бывший игрок «Сарагосы» Горан Друлич, забивший оба гола, которые и привели к успеху «Андорры».

## Прежние названия
- 1957—1973 — «Кальво Сотело Андорра»
- 1973—2001 — «Эндеса Андорра»
- 2001 — «Андорра»

## Сезоны по дивизионам
- Сегунда B — 14 сезонов
- Терсера — 42 сезона
- Региональные лиги — 3 сезона